# Western Polka
Korijeni polke imaju različite izvore što se može objasniti dolaskom različitih doseljenika u Ameriku, koji su se zajedno skupljali i plesali. Mnogi od njih su bili kauboji koje nije karakterizirala profinjenost i elegancija salonskih plesača. Okruženi konjima, stampedo su prenijeli na ples. Kauboj je pridavao malo pažnje tradicionalnim plesnim formama. Njihove pokrete su često uspoređivali s pokretima medvjeda. Kaubojske čizme prisiljavale su na neelegantne pokrete nogu, a mamuze na njima su razlog širokog i otvorenog položaja stopala.